# Henka Johansson
Henka Johansson är trummis i det svenska rapmetalbandet Clawfinger. Han är även med i den tysk-amerikansk-svenska bandet Emigrate som bildades 2002 av Rammsteins gitarrist Richard Z. Kruspe.
Han gick med i Clawfinger då bandet's första live trummis, Morten Skaug, lämnade bandet och eftersom Jocke Skog hade spelat trummor på skivorna så behövde de en trummis som kunde spela live. Nu är han även med och spelar i studion, då hans första skiva var Hate Yourself With Style där han även komponerade låten What We've Got Is What You're Getting tillsammans med basisten André Skaug.
Han är den enda i bandet som inte gör någon typ av sång på skivorna eller live.